# フランチェスコ・ソリメーナ
フランチェスコ・ソリメーナ（Francesco Solimena、1657年10月4日 - 1747年4月3日）はイタリアのバロック時代の画家である。

## 略歴
イタリア南部、カンパニア州のセリーノの画家の家に生まれた。父親から絵を学んだ後、1674年ナポリに移り、フランチェスコ・ディ・マリア(Francesco di Maria)の工房で修業した。後に教皇、ベネディクトゥス13世となる枢機卿ピエトロ・フランチェスコ・オルシーニの支援を受けた。
1680年になると、独立してフレスコ画の依頼を受けるようになった。ナポリ派の17世紀の巨匠ルカ・ジョルダーノや、17世紀のローマの画家、ジョヴァンニ・ランフランコや、マッティア・プレティのスタイルを継承した。彼の工房は、1690年代から18世紀の最初の40年間にわたって、ナポリの美術界を支配するようになった。ソリメーナの工房で修業した画家には、風俗画家のガスパーレ・トラヴェルシやローマなどで活躍した画家のセバスティアーノ・コンカ、ナポリ・シチリア王国の宮廷画家になったフランチェスコ・デ・ムーラらがいた。スペイン継承戦争（1701年 - 1714年）によって、1734年までナポリがオーストリアの支配を受けたことから、オーストラリア出身のダニエル・グランやパウル・トロガーもソリメーナの工房で学んだ。ソリメーナの作品の顧客はフランス国王ルイ14世やオーストリアの将軍、オイゲン・フォン・ザヴォイエンもいた。1723年から1728年までの間はウィーンで働いた。

## 作品

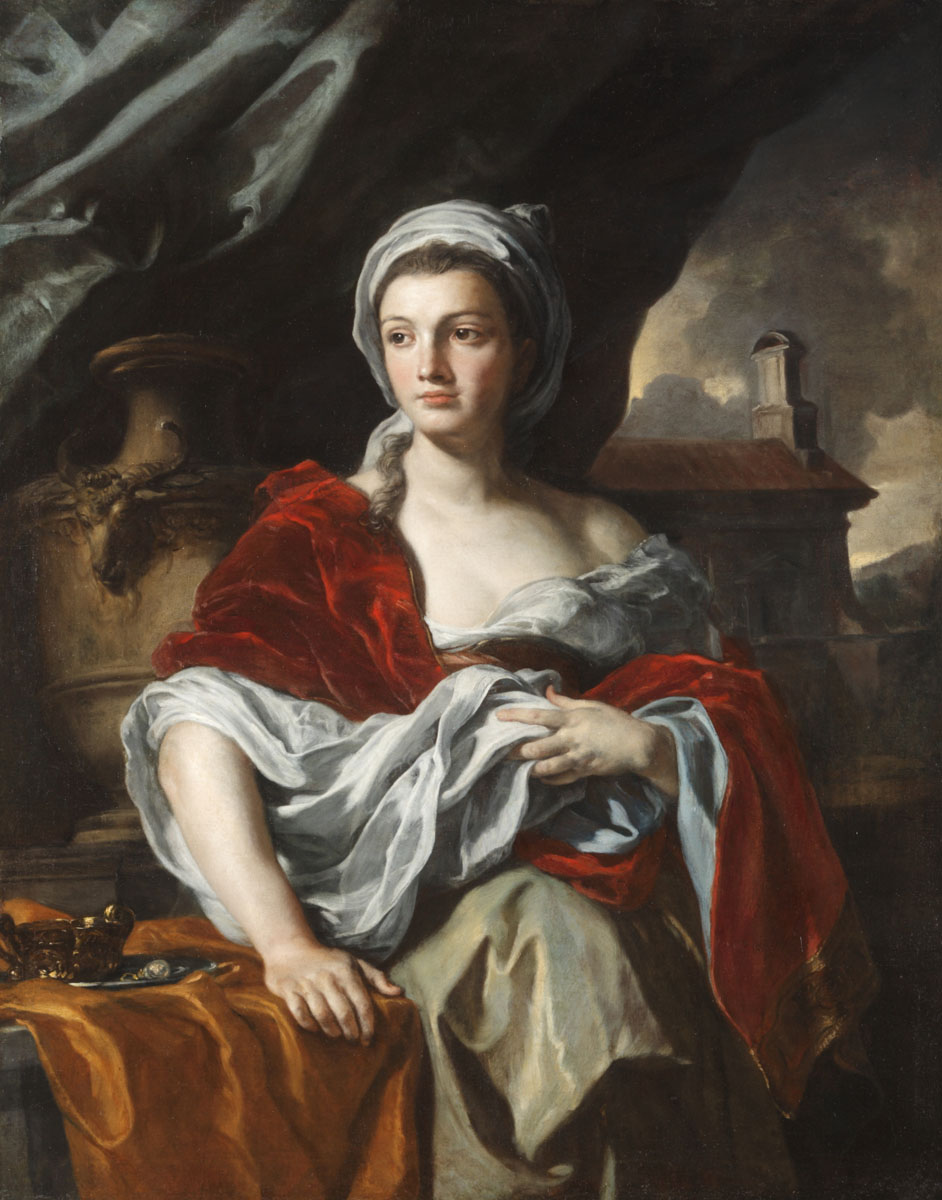
婦人像
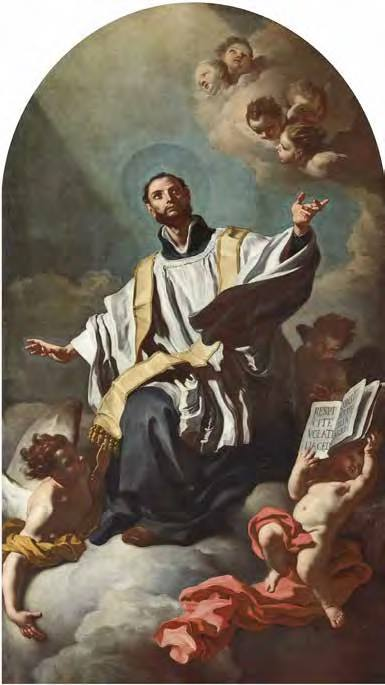
聖ガエターノ
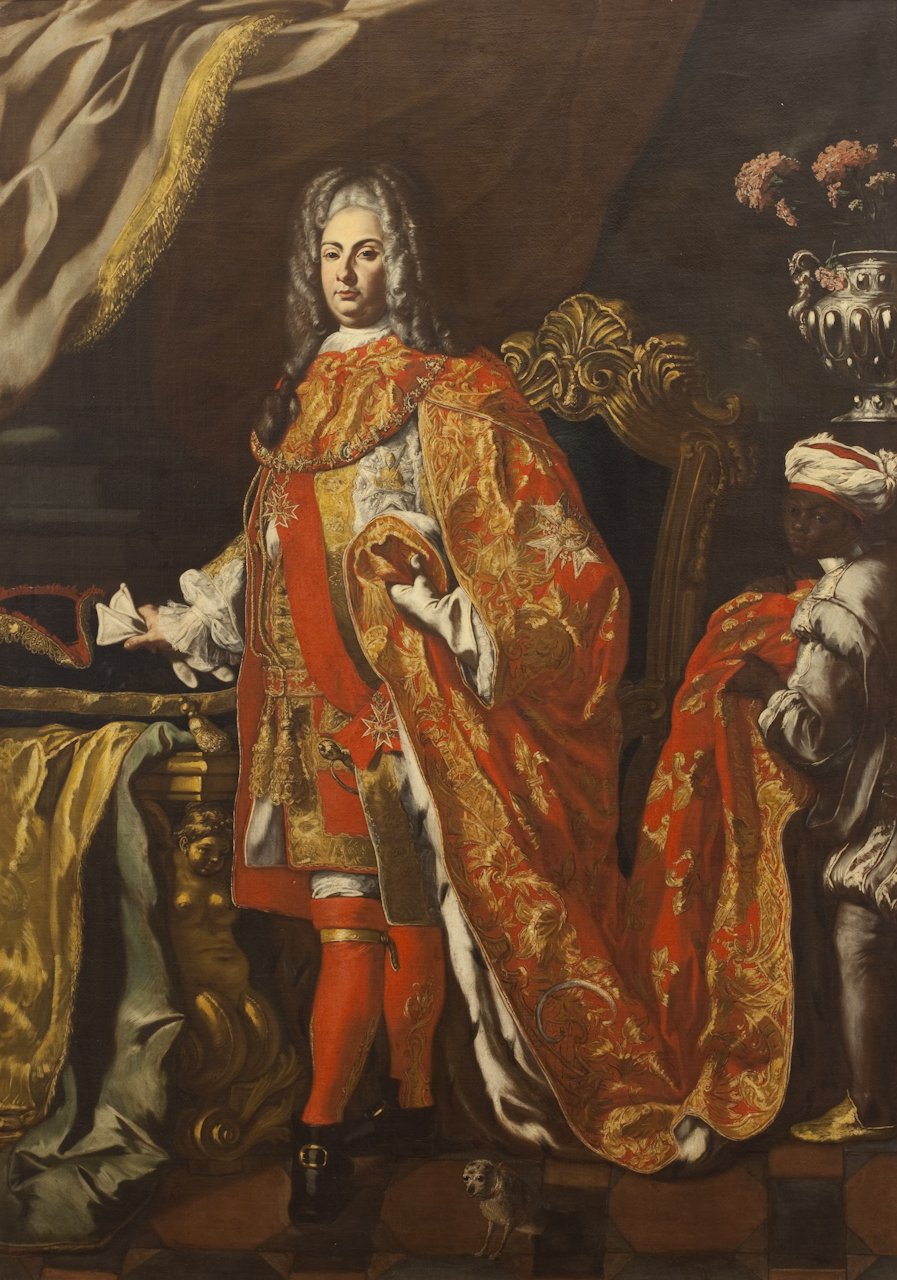
Portrait of Ferdinando-Vincenzo Spinelli, prince of Tarsi(1741)
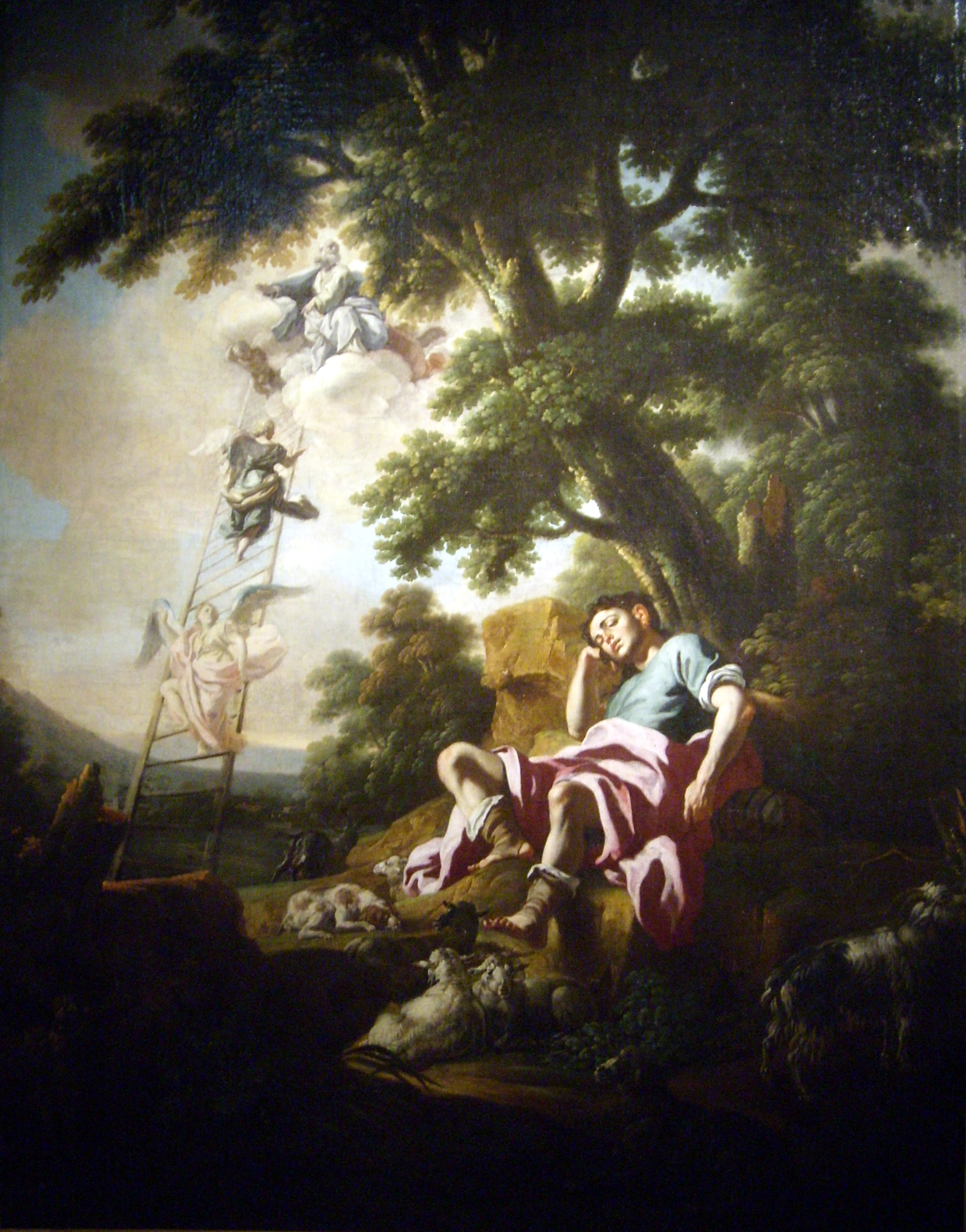
『ヤコブの夢』

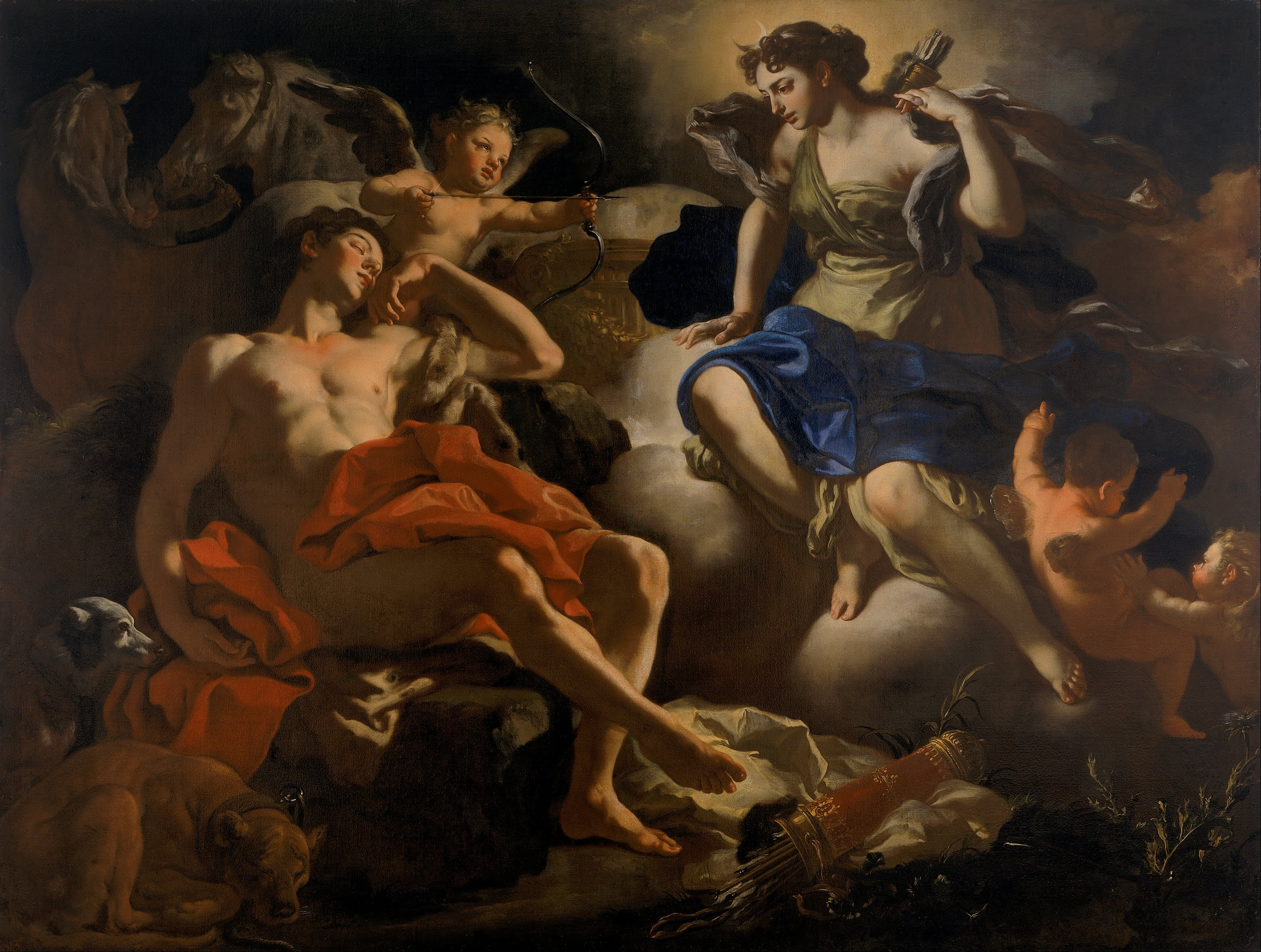
『セレネとエンデュミオン』(1705-1710)
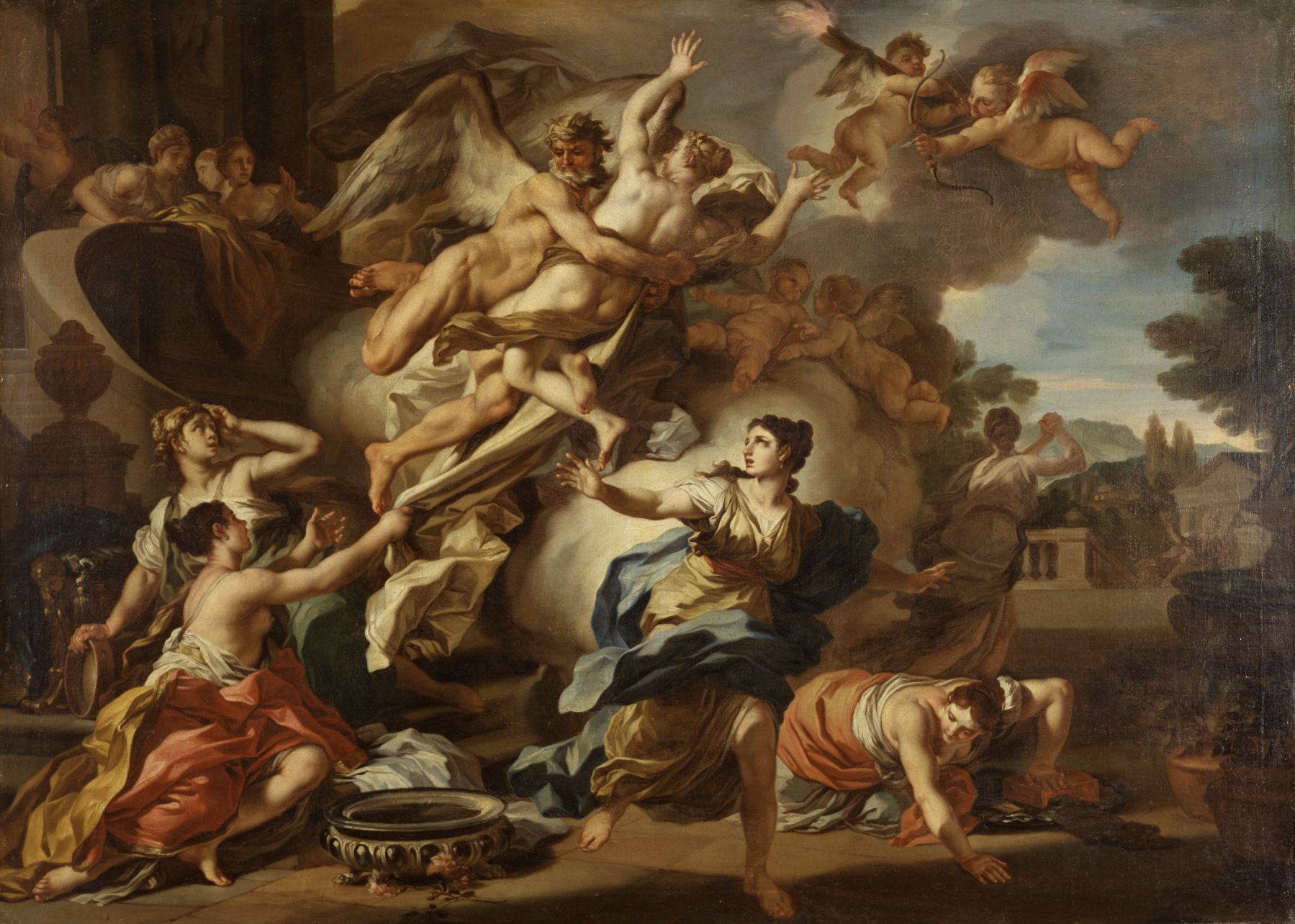
『オリシアの拉致』
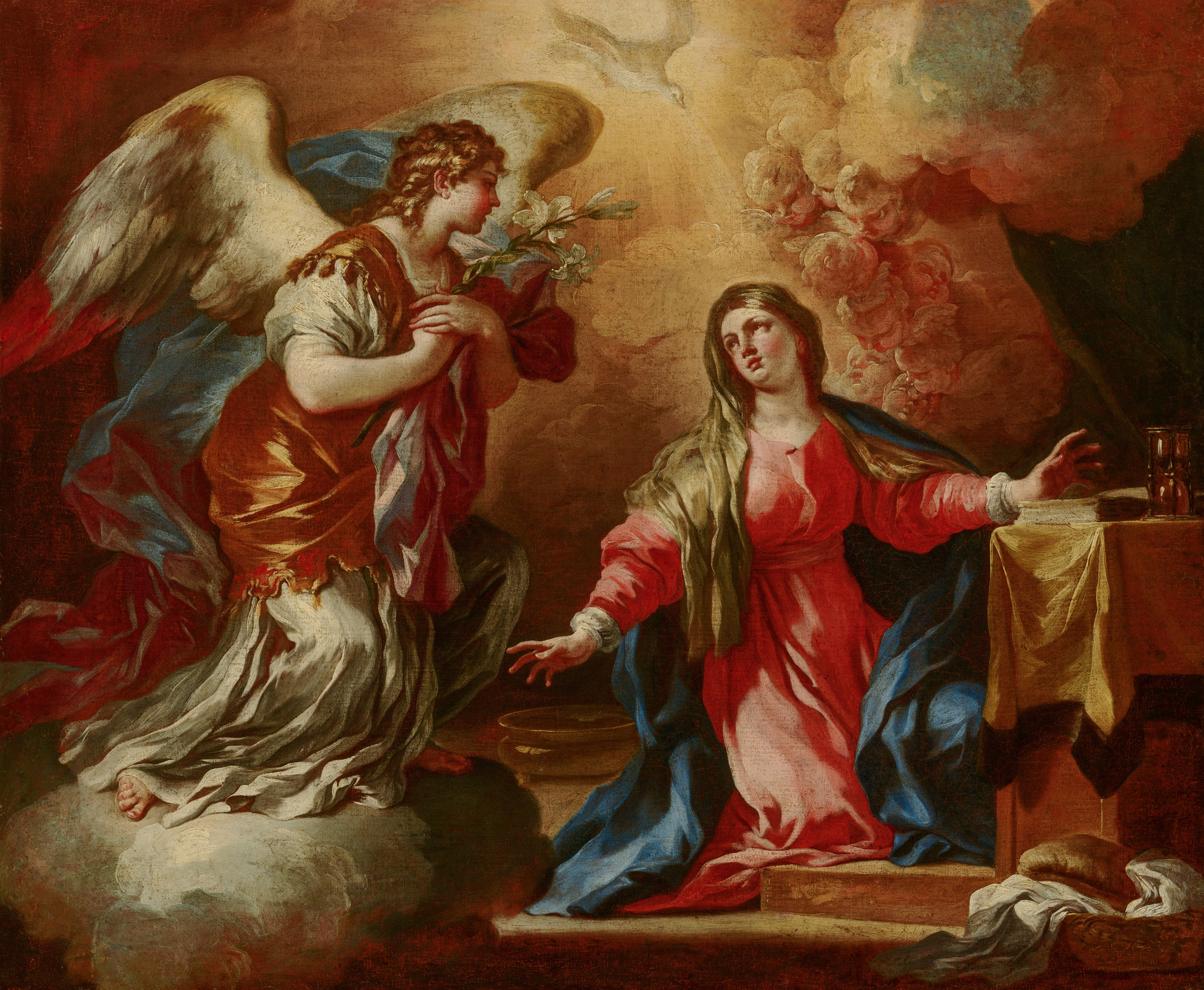
『受胎告知』